# Dulova Ves
Dulova Ves este o comună slovacă, aflată în districtul Prešov din regiunea Prešov. Localitatea se află la altitudinea de 308 m deasupra n.m., se întinde pe o suprafață de 6,07 km2 și în 2017 număra 1.088 de locuitori.

## Istoric
Localitatea Dulova Ves este atestată documentar din 1414.

## Demografie
| An:                | 1994 | 2004    | 2014    | 2024     |
| ------------------ | ---- | ------- | ------- | -------- |
| Număr de persoane: | 532  | 612     | 870     | 1870     |
| Diferență:         |      | +15,03% | +42,15% | +114,94% |

| An:                | 2023 | 2024   |
| ------------------ | ---- | ------ |
| Număr de persoane: | 1833 | 1870   |
| Diferență:         |      | +2,01% |